# Domenico Gaido
Pour les articles homonymes, voir Gaido.
Domenico Gaido (1875-1950) est un réalisateur et scénariste italien actif pendant la période du muet.

## Biographie
Domenico Gaido a été membre de l'Académie des beaux-arts de Turin.
En plus de sa carrière de cinéaste, il a travaillé comme costumier à l'Opéra de Rome.

## Filmographie

### Comme réalisateur
- 1910 : L'Albanais rebelle (Albania ribelle)
- 1914 : La sfera della morte
- 1914 : Salambò
- 1915 : Ettore Fieramosca
- 1915 : Eroismo di alpino
- 1915 : Diamanti e documenti
- 1916 : La città sottomarina
- 1916 : L'avventura di Claudina
- 1916 : I misteri del gran circo
- 1916 : La madre folle
- 1917 : Una mascherata in mare
- 1917 : Battaglia di reginette (Guerra agli uomini)
- 1918 : La donna del sogno
- 1918 : La cena dei dodici bricconi
- 1918 : Sansone contro i Filistei
- 1918 : Il trionfo della morte
- 1919 : La maschera dello scheletro
- 1919 : Il volto impenetrabile
- 1921 : Le pont des soupirs (Il ponte dei sospiri)
- 1922 : Dante nella vita e nei tempi suoi
- 1924 : La congiura di San Marco
- 1927 : I martiri d'Italia

### Comme scénariste
- 1915 : Alla frontiera
- 1915 : Eroismo di alpino
- 1915 : Cuore e patria
- 1916 : La città sottomarina
- 1916 : L'avventura di Claudina
- 1916 : I misteri del gran circo
- 1919 : La maschera dello scheletro

### Comme costumier
- 1942 : Dans les catacombes de Venise (I due Foscari) d'Enrico Fulchignoni.